# Ricart y Pérez
Ricart y Pérez (escrit també Ricart-Pérez) fou una marca catalana de motors i automòbils, fabricats per l'empresa S.A. de los Motores Ricart & Pérez a Barcelona entre 1920 i 1926. L'empresa tenia dues seus a la ciutat, l'una als números 236 a 244 del carrer Borrell i l'altra, als números 94 a 98 del carrer Rosselló.

## Història

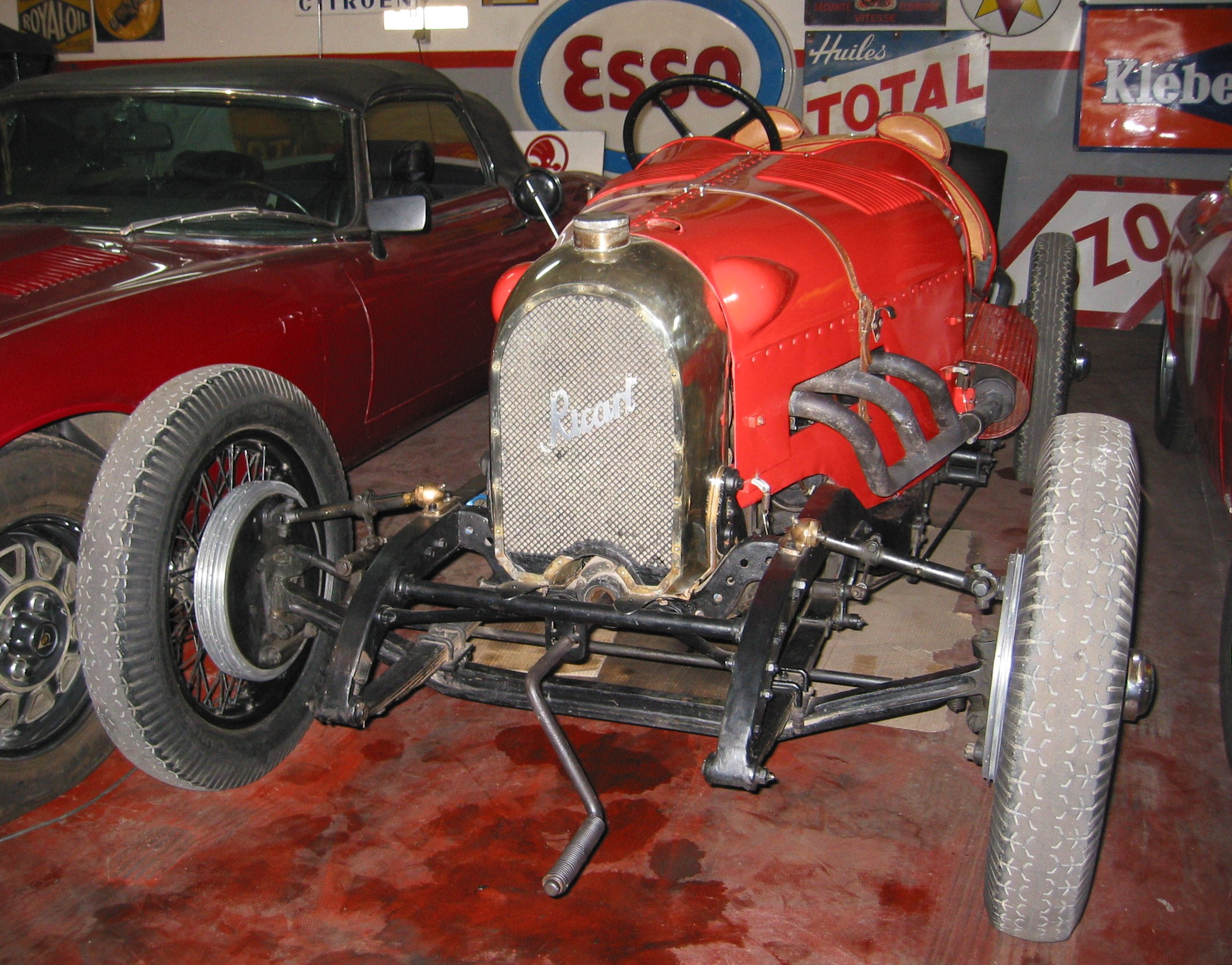
Un Ricart y Pérez de 1922

El 1920, l'enginyer Vilfred Ricart i el seu amic Paco Pérez de Olaguer varen comprar la fàbrica de motors per a bombes d'aigua Vallet y Fiol, on Ricart havia entrat a treballar feia poc, i constituïren la seva nova societat. L'empresa començà tot creant i fabricant un motor anomenat Rex, amb tant d'èxit que es va produir i muntar en tota mena de vehicles fins a la dècada de 1960. El 1922 varen llançar un parell de cotxes esportius, amb motor de 1.500 cc de quatre cilindres, doble arbre de lleves en cap i 16 vàlvules, la potència dels quals arribava als 58 CV. El debut en competició d'aquest model es produí al Gran Premi Penya Rhin d'aquell any.
Les diferents visions del negoci d'ambdós socis varen fer que la societat es dissolgués el 1926. Vilfred Ricart creà aleshores la seva pròpia empresa i seguí fabricant cotxes amb marca Ricart, mentre Pérez continuà produint el motor Rex fins al 1965.